# Бужанка (Новгород-Сіверський район)
Бужа́нка —  село в Україні, у Коропській селищній громаді Новгород-Сіверського району  Чернігівської області. Населення становить 105 осіб. До 2016 у складі Вишеньківської сільської ради. Від 2016 орган місцевого самоврядування — Коропська селищна рада.

## Географія
Село Бужанка знаходиться на правому березі Десни. 

## Символіка
На гербі зображені дві золоті щуки на синьому тлі, що символізує річку Десна. Корона зображає село на березі річки, а те що воно над рибами символізує багатство водного світу Десни. Два наконечники стріл - дві археологічні стоянки.

## Історія
Засновано на початку 1620-тих років на території Чернігівського воєводства Речі Посполитої. Є відомості, що Бужанка була заснована переселенцями з Правобережної України.
З 1658 у складі Коропської сотні Ніжинського полку Гетьманщини. Село за гетьмана І. Самійловича належало Івану Биховцю, а потім було конфісковане, і передано Генеральній військовій канцелярії.
З 1917 — у складі УНР. З 1991 — в державі Україна.
12 червня 2020 року, відповідно до розпорядження Кабінету Міністрів України № 730-р «Про визначення адміністративних центрів та затвердження територій територіальних громад Чернігівської області», увійшло до складу Коропської селищної громади.
19 липня 2020 року, в результаті адміністративно-територіальної реформи та ліквідації Коропського району, увійшло до складу Новгород-Сіверського району Чернігівської області.

## Пам'ятки
- Село знаходиться на території Мезинського національного парку.
- Залишки водяної пилорами (біля 15 паль) видно з води під час великого обміління р.Десна між с.Вишеньки і Бужанка.

### Бужанська археологічна стоянка
Розкоп стоянки давньої кам'яної доби при будівництві дороги почався 2003 року під керівництвом Дмитра Ступака.
Стоянка заселялася тричі. Горішній, наймолодший шар датований 14350 роками тому. Стоянку відносять до Мізинської культури. Стоянка тягнеться на 100 метрів у одну й на 30 метрів у іншу сторону.
Знайдені кості мамонтів, що були вживані для будівництва хат.

## Туризм

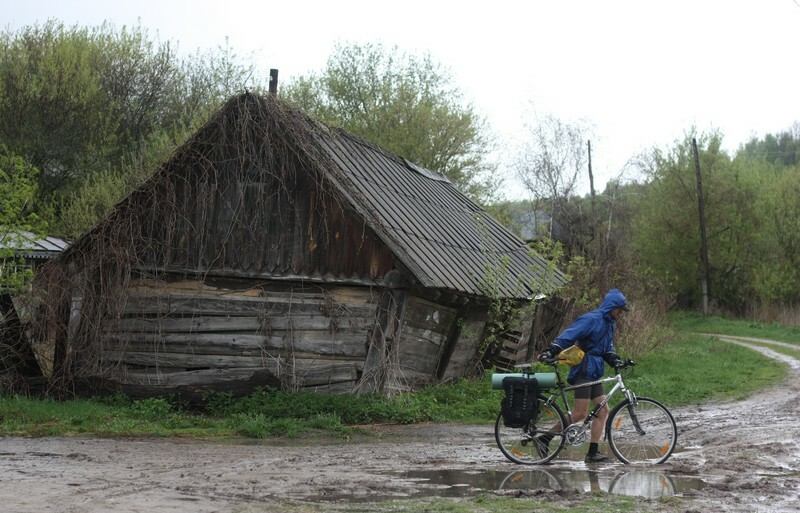

- Через село пролягає велосипедний маршрут.
- Бужанка знаходиться на березі річки Десна. Правий берег низький та зручний для стоянки.
- У сусідньому селі Вишеньки розташований палац Рум'янцева-Задунайського.